# Desafio do sal e gelo

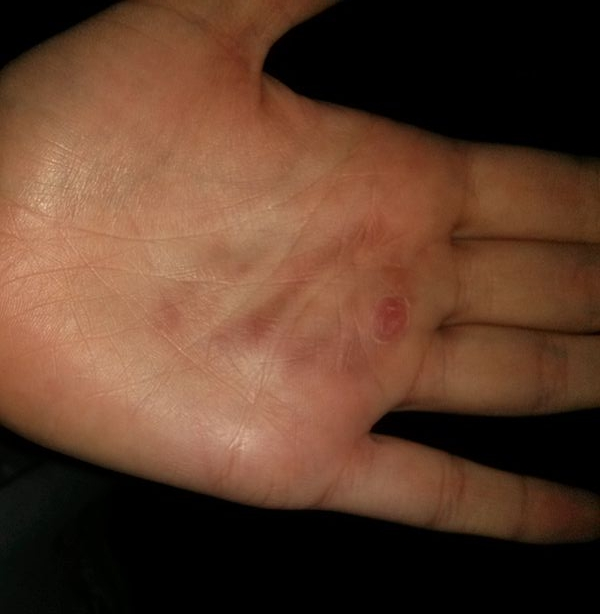
Cicatrizes como resultado do desafio de sal e gelo, onze dias depois de realizá-lo

O desafio de sal e gelo é um desafio na internet onde os participantes despejam sal em seus corpos, em geral no braço, e gelo, colocado sobre o sal. Isso causa uma sensação de "queimação" parecida com a picada de geada, e os participantes têm o objetivo de suportar a dor por mais tempo. O desafio pode ser gravado e postado no YouTube ou em outras mídias sociais.
A mistura de gelo e sal cria uma mistura frigorífica eutética que pode chegar a uma temperatura de no mínimo −18 °C (0 °F).
O desafio do sal e do gelo pode provocar lesões de segundo e terceiro graus semelhantes a queimaduras de frio ou com a ponta de um isqueiro, além de deixar feridas abertas dolorosas na pele. Devido à sensação entorpecente do frio, que causa possíveis danos nos nervos durante a acrobacia, os participantes muitas vezes não levam em conta a extensão de quaisquer lesões que sofrem durante o desafio, sentindo dor apenas quando o sal entra nas lesões. A descoloração da pele pode durar após tentar cumprir o desafio. 